# Mohinder Suresh
Mohinder Suresh is een personage uit de televisieserie Heroes.
Hij wordt gespeeld door Sendhil Ramamurthy. Hij is een professor genetica op de Universiteit van Madras. Hij heeft een doctoraat in de wetenschap(Doctor of Philosophy) voor onderzoek in parapsychologie. Hij probeert de waarheid achter de dood van zijn vader, Chandra Suresh te achterhalen. Hij zet ook de zoektocht, die zijn vader begonnen was, voort om mensen met bovennatuurlijke krachten te vinden.
De meeste afleveringen van Heroes beginnen met zijn voice-over (previously on Heroes).